# Якамара рудохвоста
Якамара рудохвоста (Galbula ruficauda) — вид дятлоподібних птахів родини якамарових (Galbulidae).

## Поширення
Вид поширений в Центральній та Південній Америці від Південної Мексики до Бразилії та Болівії. Живе у різноманітних лісах та саванах.

## Опис
Птах завдовжки до 25 см. Дзьоб довгий, завдовжки до 5 см, прямий, гострий, чорного кольору. Верхні частини тіла зеленого кольору з металічним відтінком. Нижня частина тіла помаранчева, крім зеленої смуги на грудях. Самці мають горло білого кольору, у самиць горло блідо-рожеве.

## Спосіб життя
Живиться комахами. Гнізда облаштовує у норах, які викопує у термітниках, на схилах ярів або обривистих берегах річок. У гнізді два-чотири білих яйця з червонуватими плямами.